# Vicente Puigmoltó Rodríguez-Trelles
Vicente Puigmoltó Rodríguez-Trelles Mayans y Puigmoltó (1889 - 1 d'agost de 1931) fou un advocat i polític valencià, diputat a les Corts Valencianes durant la restauració borbònica.

## Biografia
Era fill d'Enric Puigmoltó i Mayans, quart comte de Torrefiel i segon vescomte de Miranda. Es llicencià en dret a la Universitat de València. Vinculat al Partit Conservador, ingressà a l'ala més dretana dirigida per Juan de la Cierva y Peñafiel, amb el qual fou elegit diputat pel districte d'Albaida a les eleccions generals espanyoles de 1918, 1919, 1920 i 1923. Es casà amb María del Milagro Rodríguez de Valcárcel y de León, Castillo y Liñá, filla dels comtes de Peragua. va morir l'u d'agost de 1931 en un accident d'automòbil.